# 요나고 공항역
요나고쿠코역(일본어: 米子空港駅)은 일본 돗토리현 사카이미나토시에 위치한 서일본 여객철도 사카이 선의 철도역이다. 단선 승강장 1면 1선의 구조를 갖춘 지상역이다.

## 역 주변
- 미호 비행장

## 역사
- 1902년 11월 1일 : 오시노즈역으로서 개업. 현재 사카이 선에 해당하는 구간 개업 당초부터 설치.
- 1909년 10월 12일 : 선로 명칭 제정. 사카이 선의 소속으로 함.
- 1955년 1월 14일 : 돗토리 현 요나고 시의 미호 기지를 나는 무인기가 역으로 추락. 역에 있던 1명이 중상.
- 1987년 4월 1일 : 일본국유철도 분할 민영화에 의해, 서일본 여객철도가 승계.
- 2008년
  - 3월 15일 : 열차 교환 설비 사용 정지. 그 기능은 나카하마 역으로 이전.
  - 6월 15일 : 요나고 공항 활주로 연장 공사로 인해 새 건널목 교환과 동시에 800m 사카이미나토 시 쪽으로 이전해, 요나고쿠코역으로 개칭.
- 2009년 4월 : 맞이방 및 이 역과 요나고 공항 터미널 건물을 연결하는 통로 사용 개시.

## 인접 역
| 서일본 여객철도 사카이 선 | 서일본 여객철도 사카이 선 | 서일본 여객철도 사카이 선  |
| ------------------------- | ------------------------- | -------------------------- |
| 오시노즈초 요나고 방면    | ■ 사카이 선               | 나카하마 사카이미나토 방면 |